# Xã Ostby, Quận Bottineau, Bắc Dakota
Xã Ostby (tiếng Anh: Ostby Township) là một xã thuộc quận Bottineau, tiểu bang Bắc Dakota, Hoa Kỳ. Năm 2010, dân số của xã này là 45 người.